# Philippe Marquis (hockey sur glace)
Pour les articles homonymes, voir Philippe Marquis.
Philippe Marquis, né le 19 janvier 1976 à Weehawken, dans le New Jersey, est un joueur suisse de hockey sur glace évoluant au poste de défenseur. De par sa naissance sur le sol américain, il a également la nationalité américaine.

## Carrière
Philippe Marquis a découvert le hockey au CP Fleurier, dans son Val-de-Travers, en compagnie de son « frère jumeau » Sandy Jeannin, avec qui il fera toutes ses classes juniors. À 19 ans, il rejoint le club vaudois du Lausanne HC en LNA où il ne restera qu'une saison.
En effet, les Fribourgeois de Gottéron viennent chercher le jeune qui ne rate pas cette opportunité. Au départ, il signe des contrats ne portant que sur une saison. Son premier contrat à long terme (3 ans) intervient alors qu'il vit sa meilleure période et sert à redorer quelque peu l'image du club fribourgeois. Il restera 12 saisons, dont plusieurs en tant que capitaine, sur les bords de la Sarine, ne commettant qu'une seule infidélité aux Fribourgeois, en participant à quatre matches de séries éliminatoires avec le Genève-Servette HC. Il met un terme à sa carrière en 2008 et rejoint son club formateur en 2e ligue et quitte le monde du hockey professionnel. Son numéro 19 a été retiré par le HC Fribourg-Gottéron.

### Carrière internationale
Philippe Marquis a représenté son pays lors des championnats d'Europe junior en 1994, des championnats du monde juniors 1996.
Chez les séniors, il n'a participé qu'à deux championnats du monde en 1997 et en 1999. Sa non-participation aux JO de Salt Lake City en 2002 reste pour lui son plus grand regret.

## Statistiques
| Saison     | Équipe               | Ligue      |     | Saison régulière | Saison régulière | Saison régulière | Saison régulière | Saison régulière |    | Séries éliminatoires | Séries éliminatoires | Séries éliminatoires | Séries éliminatoires | Séries éliminatoires |
| Saison     | Équipe               | Ligue      | PJ  | B                | A                | Pts              | Pun              | PJ               | B  | A                    | Pts                  | Pun                  |                      |                      |
| 1995-1996  | Lausanne HC          | LNA        | 36  | 1                | 3                | 4                | 24               | 8                | 1  | 4                    | 5                    | 18                   |                      |                      |
| 1996-1997  | HC Fribourg-Gottéron | LNA        | 46  | 3                | 16               | 19               | 54               | 3                | 1  | 0                    | 1                    | 2                    |                      |                      |
| 1997-1998  | HC Fribourg-Gottéron | LNA        | 40  | 6                | 10               | 16               | 40               | 12               | 1  | 1                    | 2                    | 12                   |                      |                      |
| 1998-1999  | HC Fribourg-Gottéron | LNA        | 44  | 4                | 8                | 12               | 68               | 4                | 2  | 2                    | 4                    | 4                    |                      |                      |
| 1999-2000  | HC Fribourg-Gottéron | LNA        | 45  | 6                | 18               | 24               | 49               | 4                | 1  | 1                    | 2                    | 0                    |                      |                      |
| 2000-2001  | HC Fribourg-Gottéron | LNA        | 44  | 7                | 14               | 21               | 28               | 5                | 0  | 2                    | 2                    | 2                    |                      |                      |
| 2001-2002  | HC Fribourg-Gottéron | LNA        | 44  | 8                | 25               | 33               | 32               | 5                | 0  | 2                    | 2                    | 2                    |                      |                      |
| 2002-2003  | HC Fribourg-Gottéron | LNA        | 44  | 2                | 21               | 23               | 36               | -                | -  | -                    | -                    | -                    |                      |                      |
| 2002-2003  | Genève-Servette HC   | LNA        | -   | -                | -                | -                | -                | 4                | 0  | 0                    | 0                    | 0                    |                      |                      |
| 2003-2004  | HC Fribourg-Gottéron | LNA        | 48  | 5                | 25               | 30               | 14               | 4                | 0  | 1                    | 1                    | 0                    |                      |                      |
| 2004-2005  | HC Fribourg-Gottéron | LNA        | 44  | 3                | 7                | 10               | 14               | 11               | 3  | 2                    | 5                    | 8                    |                      |                      |
| 2005-2006  | HC Fribourg-Gottéron | LNA        | 40  | 2                | 14               | 16               | 20               | 15               | 1  | 8                    | 0                    | 22                   |                      |                      |
| 2006-2007  | HC Fribourg-Gottéron | LNA        | 36  | 1                | 7                | 8                | 30               | 4                | 0  | 0                    | 0                    | 2                    |                      |                      |
| 2007-2008  | HC Fribourg-Gottéron | LNA        | 45  | 0                | 5                | 5                | 18               | 11               | 0  | 0                    | 0                    | 0                    |                      |                      |
| Totaux LNA | Totaux LNA           | Totaux LNA | 556 | 48               | 173              | 221              | 427              | 90               | 10 | 23                   | 33                   | 70                   |                      |                      |

| Année | Compétition                  |   | PJ | B | A | Pts | Pun | +/-      |  | Résultat |
| 1994  | Championnat d'Europe -18 ans | 5 | 1  | 4 | 5 | 6   |     | 5e place |  |          |
| 1996  | Championnat du monde -20 ans | 6 | 0  | 3 | 3 | 14  | +1  | 9e place |  |          |
| 1997  | Championnat du monde B       | 7 | 2  | 3 | 5 | 10  | +3  | 3e place |  |          |
| 1999  | Championnat du monde         | 6 | 0  | 0 | 0 | 0   | -2  | 8e place |  |          |